# Alburnett
Alburnett est une ville du  comté de Linn, en Iowa, aux États-Unis. Elle est  incorporée le 29 juin 1912.

## Source de la traduction
- (en) Cet article est partiellement ou en totalité issu de l’article de Wikipédia en anglais intitulé « Alburnett, Iowa » (voir la liste des auteurs).